# Antonio Martínez (entomolog)
Antonio Martínez (ur. 1922, zm. 1993) – argentyński entomolog, specjalizujący się w koleopterologii.
Zatrudniony był jako kierownik na Katedrze Mikrobiologii i Parazytologii Uniwersytetu w Buenos Aires oraz w Consejo Nacional de Investigaciones Cientificas. Po odejściu na emeryturę pracował jako ochotnik w Instituto de Investigaciones Entomologicas Salta.
Martínez jest autorem około 270 publikacji naukowych. Specjalizował się w chrząszczach z nadrodziny żuków i określany był jako najbardziej płodny południowoamerykański specjalista od tej grupy. Opisał liczne nowe dla nauki gatunki i rodzaje. Ponadto jego prace dotyczyły majkowatych, kołatkowatych, pustoszowatych, kózkowatych, żronkowatych oraz medycznych aspektów entomologii związanych z zajadkowatymi i komarowatymi. 
Zginął podczas ekspedycji naukowej w 1993 roku razem ze swoją żoną w wypadku samochodowym w Boliwii. Jego zbiory trafiły za pośrednictwem Henry’ego Howdena do Canadian Museum of Nature w Ottawie.
Na jego cześć nazwano m.in. rodzaj błonkówek Antomartinezius.